# Lago Chrissie
Il lago Chrissie (Chrissiesmeer in afrikaans) è la più grande superficie di acqua dolce del Sudafrica, situato nella provincia di Mpumalanga. Situato a 1674 metri s.l.m., è lungo circa 9 km e largo 3 km, con uno sviluppo costiero di 25 km. È un lago poco profondo, la profondità massima si aggira intorno ai 6 metri. Le sue caratteristiche, in particolare estensione e profondità, sono soggette a forti variazioni stagionali in relazione alle precipitazioni.
Prende il nome da Christiana Pretorius, figlia di Marthinus Wessel Pretorius, primo presidente della Repubblica sudafricana del Transvaal. L'area è anche nota come  Matotoland ("terra delle rane") a causa della grande varietà di batraci che abitano le acque del lago, mentre viene chiamata Kachibibi ("grande lago") dagli Swazi.
La fauna del lago include anche fenicotteri e oltre 200 altre specie di uccelli.
Il lago fu teatro di una celebre battaglia delle guerre anglo-boere, che ebbe luogo il 6 febbraio 1901.